# Гюстровский замок

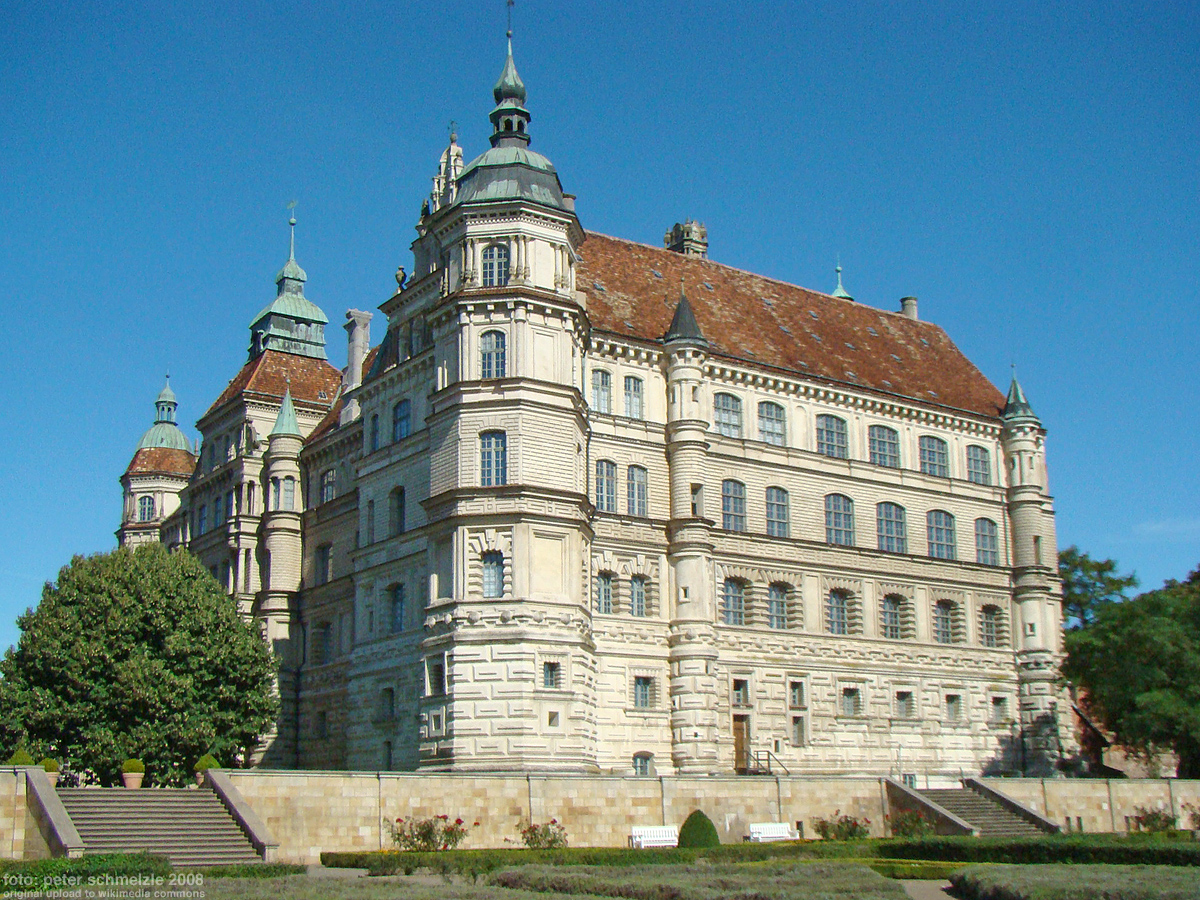
Гюстровский замок

Гюстровский замок (нем. Schloss Güstrow) — замок в городе Гюстров (Мекленбург-Передняя Померания), считается одним из значительных строений в стиле ренессанса на севере Германии. В его строительстве участвовали известные архитекторы, в том числе итальянские и голландские.
Замок построен на месте одноимённой славянской крепости, давшей название городу. С 1307 года принадлежал Верле. С 1436 года Гюстровский замок стал владением герцогов Мекленбургских, после чего неоднократно перестраивался.
В XVI веке замок неоднократно горел, но быстро восстанавливался. В 1587—1591 годах было по проекту архитектора Филиппа Брандина построено северное крыло замка, а в 1594 году расширено восточное.
С 1621 года до 1695 года в замке располагалась резиденция герцога Мекленбург-Гюстровского. В 1628—1630 годах Гюстровский замок служил резиденцией назначенному герцогом Мекленбурга Альбрехту фон Валленштейну. В 1631 году после свержения Валленштейна в свою резиденцию вернулся беглый герцог Мекленбург-Гюстрова Иоганн Альбрехт II. После 1695 года замок в Гюстрове перешёл к герцогу Мекленбург-Шверинскому Фридриху Вильгельму I.
В 1800—1817 годах в замке находился военный госпиталь, позже он был превращен в дом престарелых.
В 1963—1978 годах властями ГДР была проведена полная реставрация/реконструкция замка, уже с 1972 года в нём располагался музей. Сегодня замок является филиалом Государственного Шверинского музея.